# Zeuxidia aurelius
The Giant Saturn (Zeuxidia aurelius) là một loài bướm ngày thuộc họ Nymphalidae. Nó được tìm thấy ở Sumatra, bán đảo Mã Lai và Borneo.
Sải cánh dài khoảng 145 mm.

## Phụ loài
- Zeuxidia aurelius aurelius (Sumatra, Peninsular Malaya)
- Zeuxidia aurelius aureliana (tây nam Borneo)
- Zeuxidia aurelius euthycrite (northern Borneo)

## Hình ảnh

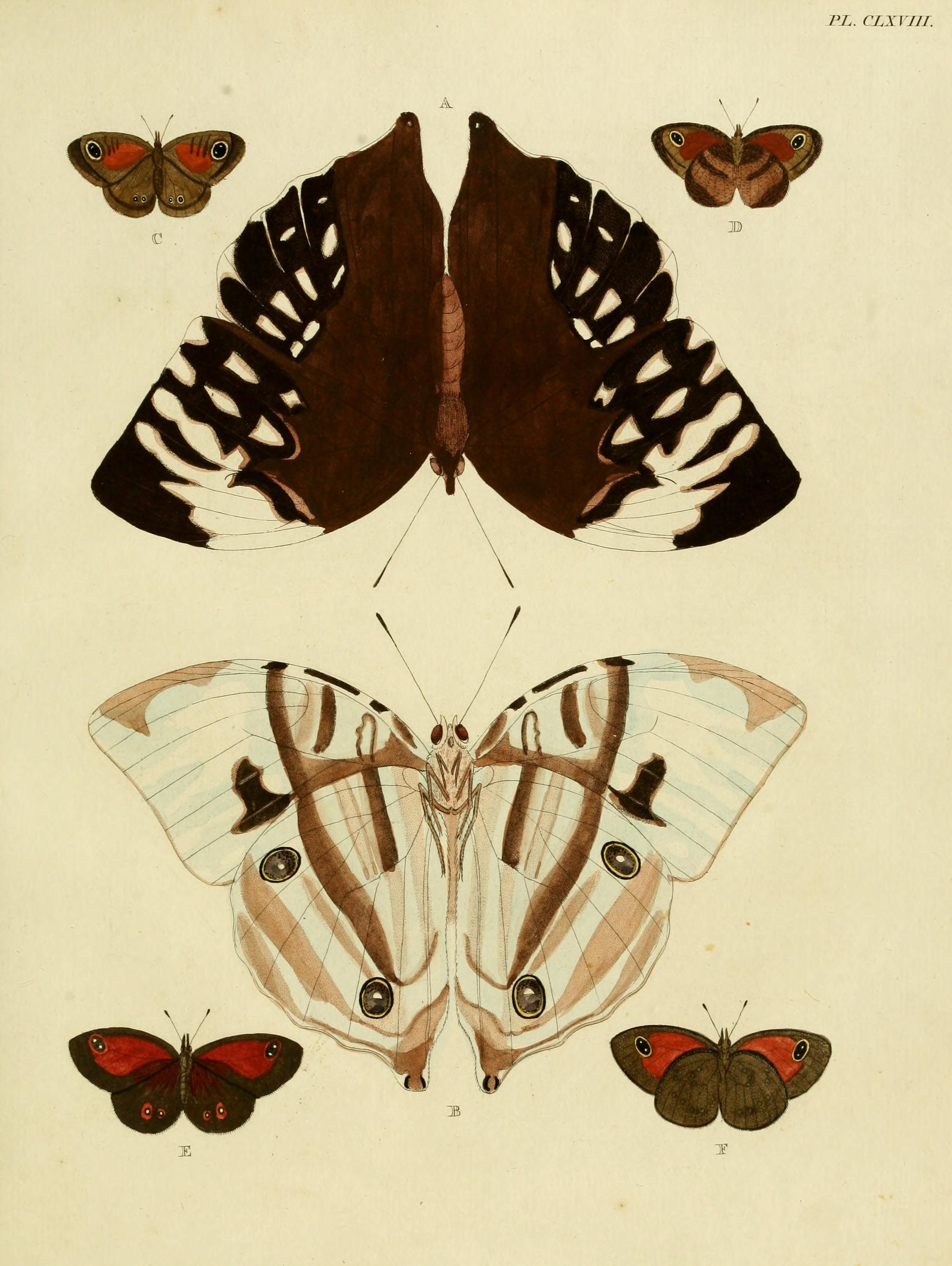
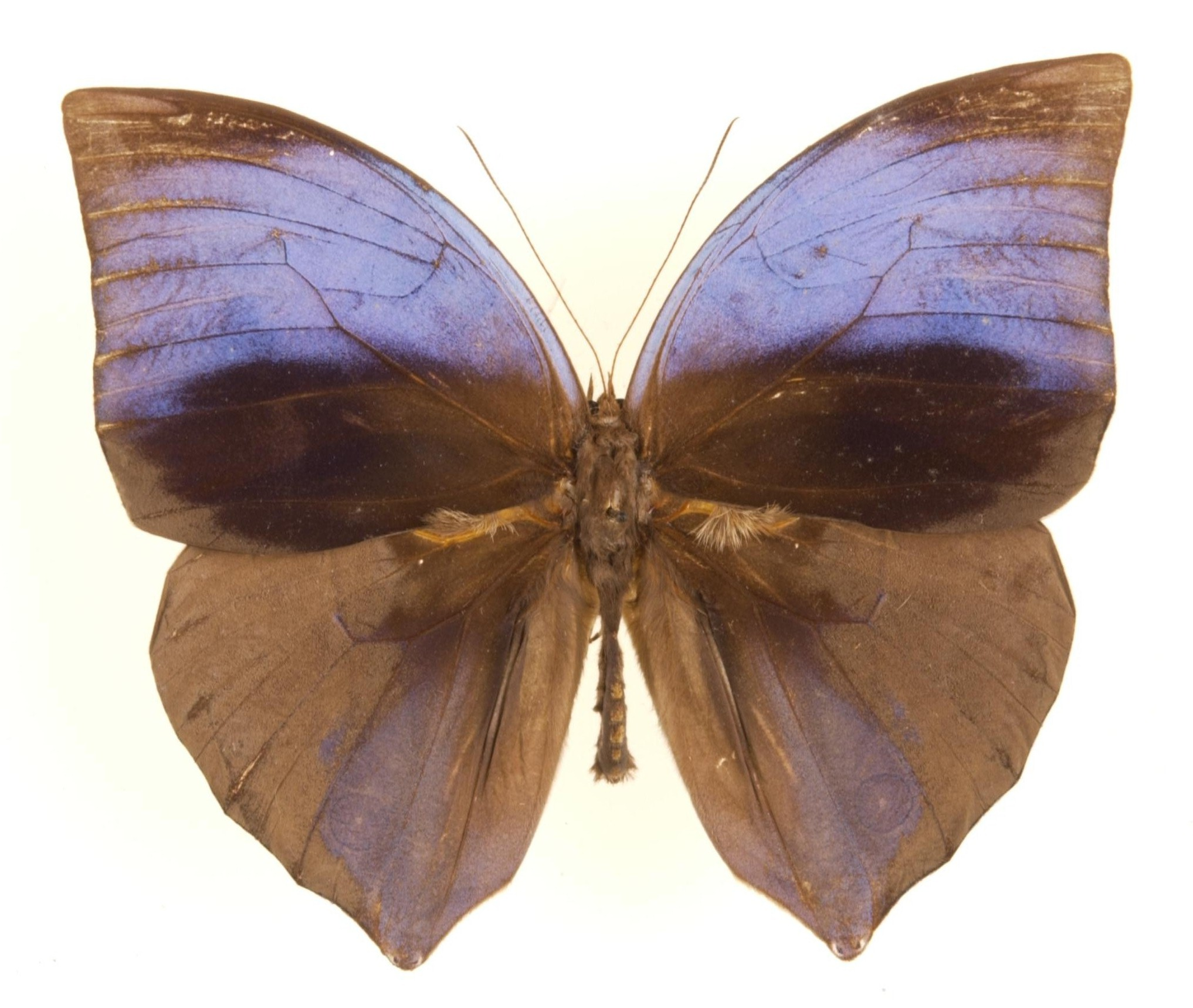